# 北美稠李
北美稠李也叫美国稠李、美洲稠李，是蔷薇科李属稠李亚属植物，原产加拿大和美国。紫叶稠李是北美稠李的一个栽培品种。